# Victory Road to the King of Neo Visual Rock
Albums de Miyavi
This Iz the Japanese Kabuki Rock
(2008) What's My Name?
(2010)
Compilations par Miyavi
Azn Pride -This Iz the Japanese Kabuki Rock-
(2008) Fan's Best
(2010)
Victory Road to the King of Neo Visual Rock est la 2e compilation de Miyavi, sorti sous le label PS Company et Universal Records le 22 avril 2009 au Japon. Elle arrive 65e à l'Oricon et reste classé 2 semaines.

## Liste des titres
| 1.  | Rock no Gyakushuu -Superstar no Jouken- (ロックの逆襲 -スーパースターの条件-)                                                                                            | 3:35 |
| 2.  | 21 Sekikei Koushinkyoku (21世紀型行進曲) | 4:34 |
| 3.  | Freedom Fighters -Icecream wo Motta Hadashi no Megami to, Kikanjuu wo Motta Hadaka no Ousama- (Freedom Fighters-アイスクリーム持った裸足の女神と、機関銃持った裸の王様-) | 4:53 |
| 4.  | Kekkonshiki no Uta ~Kisetsu Hazure no Wedding March~ -with Band Ver.- (結婚式の唄～季節はずれのウェディングマーチ～ -with BAND ver.-)                                    | 4:51 |
| 5.  | Are You Ready to Rock? ~Dokusou~ (Are you ready to ROCK? ～独奏～) | 4:12 |
| 6.  | Señor Señora Señorita (セニョール セニョーラ セニョリータ) | 4:22 |
| 7.  | Gigpig Boogie (Gigpigブギ) | 3:44 |
| 8.  | Dear My Friend -Tegami wo Kaku Yo- (Dear my friend -手紙を書くよ-) | 4:28 |
| 9.  | Itoshii Hito (Beta de Suman) -2006 Ver.- (愛しい人(ベタですまん。) -2006 ver.-)                                                                                          | 5:07 |
| 10. | Kimi ni Negai Wo (君に願いを) | 4:39 |
| 11. | Sakihokoru Hana no You Ni (咲き誇る華の様に) | 4:39 |
| 12. | Kabuki Danshii (歌舞伎男子) | 4:11 |
| 13. | Subarashikikana, Kono Sekai -What A Wonderful World- (素晴らしきかな、この世界 -What A Wonderful World-)                                                                 | 4:11 |
| 14. | 2 Be Wiz U | 4:03 |
| 15. | Hi no Hikari Sae Todokanai Kono Basho De (陽の光さえ届かないこの場所で)                                                                                                  | 5:28 |

| 1. | Shori no V-ROCK (03.01.2009 at Nippon Budokan) ~footage and live stage footage~ |  |